# Mecklenburgische IV
In die Gattung IV ordnete die Großherzoglich Mecklenburgische Friedrich-Franz-Eisenbahn Personenzuglokomotiven der Achsfolge 1B der Friedrich-Franz-Eisenbahn ein.

## Geschichte
Nachdem sich die Lokomotiven der Gattung III gut bewährten, orderte die Friedrich-Franz-Eisenbahn in den Jahren 1871 bis 1873 zehn Exemplare einer verbesserten Ausführung dieser Maschinen. Gegenüber den Vorgängern erhielten sie einen um 150 mm kleineren Treibraddurchmesser. 1879 folgte nochmals eine einzelne Lok, die WAREN, die wieder 1870 mm große Kuppelräder erhielt. Die Lokomotiven erhielten Namen von mecklenburgischen Städten, außer einer, die den Namen SECHS HUNDERT auf Grund der Fabriknummer erhielt. Eingesetzt wurden die Lokomotiven auf der Hauptstrecke von Güstrow nach Neubrandenburg. Die Ausmusterung der Maschinen erfolgte von 1905 bis 1912.

## Konstruktive Merkmale
Die Konstruktion der Lokomotiven der einzelnen Lieferserien wich in einigen Details voneinander ab.
Die Lokomotiven verfügten über einen innenliegenden Vollblechrahmen. Der Langkessel bestand aus drei Schüssen. Die Lokomotiven der ersten Serie von 1871 hatten den Dampfdom auf dem mittleren Kesselschuss. Ab der Lieferserie von 1872 wanderte er Dampfdom auf den hinteren Kesselschuss. Wie schon bei der Vorgängergattung hatte der Dampfdom die gleiche Höhe wie der zylindrische Schornstein. Außerdem war er mit Messingringen verziert. Die Rauchkammer war erweitert und der Stehkessel war mit einem Ramsbottom-Sicherheitsventil versehen. Durch einen geneigten und verbreiterten Rost war es möglich die Rostfläche auf 1,5 m² zu erweitern.
Das waagerecht angeordnete Zweizylinder-Nassdampftriebwerk war außenliegend. die Schieberkästen und die Allan-Steuerung waren innenliegend. Die Treibstange wirkte auf die erste Kuppelachse.
Die Federung erfolgte durch Blattfedern, die tief unter den Achslagern angeordnet waren. Ein langer Ausgleichshebel zwischen den Achsen verband die beiden Federpakete. Die Laufachse war durch ein auf dem Rahmen liegendes Blattfederpaket abgefedert. 
Die Lokomotiven verfügten über eine Druckluftbremse Bauart Schleifer. Der Sandkasten befand sich vor der ersten Kuppelachse und sandete diese. 
Gewöhnlich waren die Lokomotiven mit einem Tender der Bauart 3 T 7,5 gekuppelt.